# Jan Holub (1942)
Jan Holub (12. srpna 1942, České Budějovice – 18. února 2018, České Budějovice) byl československý motocyklový závodník, reprezentant v ploché dráze. Plochodrážním závodníkem byl i jeho syn Jan.

## Závodní kariéra
V mistrovství světa družstev na ploché dráze skončil v letech 1968 a 1970 v Londýně dvakrát na čtvrtém místě. V mistrovství světa dvojic na ploché dráze startoval třikrát ve finále mistrovství světa – v roce 1969 ve Stockholmu skončil na 5. místě, v roce 1972 v Borås byl s Jiřím Štanclem šestý a v roce 1974 v Manchesteru s Janem Hádkem skončili na 7. místě. V mistrovství světa jednotlivců skončil nejlépe na 11. místě v kontinentálním finále v roce 1967 ve Wroclawi. V britské profesionální lize jezdil v letech 1969-1970 za tým Exeter Falcons.